# Clara Eleonore Stinnes
Clara Eleonore Stinnes, coneguda com a Clärenore (Mülheim del Ruhr, 21 de gener de 1901 - 7 de setembre de 1990), va ser una pilot de cotxes alemanya, coneguda per ser la primera dona a fer la volta a món en cotxe, el 1927.

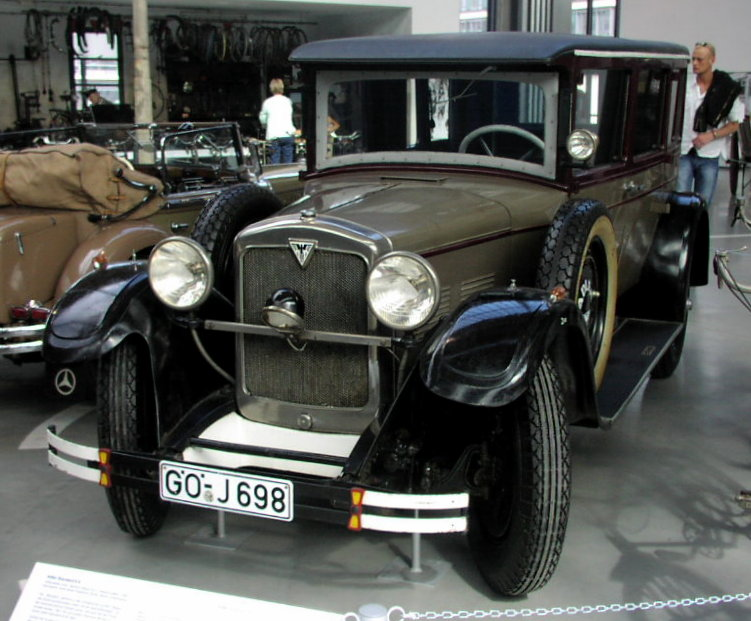
Adler Estàndard 6, el model que Stinnes va conduir en el seu viatge

Stinnes va néixer a Mülheim, filla de l'industrial i polític alemany Hugo Stinnes. A l'edat de 24 va participar en la seva primera cursa automobilística i el 1927 ja havia guanyat 17 curses i era una de les pilots de cotxe amb més èxit d'Europa. El 25 de maig de 1927 Stinnes va iniciar un viatge al voltant del món, juntament amb el cinematògraf Carl-Axel Söderström, a qui havia conegut només dos dies abans de la sortida, en una vehicle de sèrie Adler Estàndard 6 i amb el suport de dos mecànics i un vehicle de càrrega amb equipament i recanvis. El viatge va ser patrocinat per empreses alemanyes d'automòbils (Adler, Bosch i Aral) amb 100.000 Reichsmark.
Van passar a través dels Balcans via Beirut, Damasc, Bagdad i Teheran a Moscou, on els dos mecànics ja no van continuar. Posteriorment van viatjar fins a Sibèria, van travessar el llac congelat Baikal i el desert del Gobi i van arribar a Pequín. Van viatjar en transbordador al Japó, més tard a Hawaii i Amèrica del Sud. Arribant a Lima van recórrer els Andes i van arribar fins a Buenos Aires, llavors van tornar cap al nord a través d'Amèrica Central. Van arribar fins a Vancouver, Nova York i Washington DC, on Stinnes i Söderström van ser rebuts pel president Herbert Hoover. Van viatjar en transbordador a Le Havre (França) i van arribar amb el seu cotxe a Berlín el 24 de juny de 1929, després d'un viatge de 47.000 km en cotxe.
Després del seu feliç retorn, Carl-Axel Söderström es va divorciar per casar-se amb Stinnes. Varen viure en una finca a Suècia, on van tenir tres fills biològics i diversos fills adoptius. També varen passar algunes temporades l'any a Irmenach. Söderström va morir el 1976, amb 82 anys, mentre Stinnes va sobreviure al seu marit 14 anys més i va morir el 1990.